# Alpha Ethniki 1988-1989
L'Alpha Ethniki 1988-1989 fu la 53ª edizione della massima serie del campionato di calcio greco, conclusa con la vittoria del AEK Atene, al suo ottavo titolo.
Capocannoniere del torneo fu Imre Boda (Olympiakos Volos), con 20 reti.

## Formula
Come nella stagione precedente le squadre partecipanti furono 16 e disputarono un girone di andata e ritorno per un totale di 30 partite.
In previsione di un ritorno a 18 club nessuna squadra fu retrocessa direttamente in Beta Ethniki ma le ultime tre disputarono insieme alla quarta, quinta e sesta della seconda serie un girone di sola andata, per un totale di cinque partite, al termine del quale le prime due parteciparono al campionato di massima serie della stagione successiva.
Il punteggio prevedeva due punti per la vittoria, uno per il pareggio e nessuno per la sconfitta.
Le squadre ammesse alle coppe europee furono quattro: i campioni alla Coppa dei Campioni 1989-1990, la vincitrice della coppa nazionale alla Coppa delle Coppe 1989-1990 e seconda e terza classificata alla Coppa UEFA 1989-1990.

## Squadre partecipanti
| Squadra            | Città      | Stadio | Stagione 1987-1988 |
| ------------------ | ---------- | ------ | ------------------ |
| AEK Atene          | Atene      |        | 2°                 |
| Apollōn Kalamarias | Kalamaria  |        | Beta Ethniki       |
| Apollōn Smyrnīs    | Atene      |        | 11°                |
| Arīs Salonicco     | Salonicco  |        | 9°                 |
| Diagoras           | Rodi       |        | 12°                |
| Doxa Dramas        | Drama      |        | Beta Ethniki       |
| Ethnikos Pireo     | Il Pireo   |        | 7°                 |
| Īraklīs            | Salonicco  |        | 6°                 |
| Larissa            | Larissa    |        | Campione di Grecia |
| Levadeiakos        | Livadia    |        | 13°                |
| OFI Creta          | Candia     |        | 4°                 |
| Olympiacos         | Il Pireo   |        | 8°                 |
| Olympiakos Volos   | Volos      |        | Beta Ethniki       |
| Panathīnaïkos      | Atene      |        | 5°                 |
| Paniōnios          | Nea Smyrnī |        | 10°                |
| PAOK               | Salonicco  |        | 3°                 |

## Classifica finale
|                   | Pos. | Squadra            | Pt | G  | V  | N  | P  | GF | GS | DR  |
| ----------------- | ---- | ------------------ | -- | -- | -- | -- | -- | -- | -- | --- |
| Grecia (bandiera) | 1.   | AEK Atene          | 44 | 30 | 19 | 6  | 5  | 45 | 20 | +25 |
|                   | 2.   | Olympiacos         | 41 | 30 | 16 | 9  | 5  | 54 | 25 | +29 |
|                   | 3.   | Panathīnaïkos      | 37 | 30 | 14 | 9  | 7  | 45 | 25 | +20 |
|                   | 4.   | Īraklīs            | 36 | 30 | 13 | 10 | 7  | 43 | 27 | +16 |
|                   | 5.   | OFI Creta          | 34 | 30 | 13 | 8  | 9  | 45 | 36 | +9  |
|                   | 6.   | Larissa            | 34 | 30 | 10 | 14 | 6  | 37 | 34 | +3  |
|                   | 7.   | Arīs Salonicco     | 33 | 30 | 11 | 11 | 8  | 31 | 26 | +5  |
|                   | 8.   | PAOK               | 32 | 30 | 11 | 10 | 9  | 34 | 30 | +4  |
|                   | 9.   | Doxa Dramas        | 28 | 30 | 10 | 8  | 12 | 26 | 28 | -2  |
|                   | 10.  | Paniōnios          | 27 | 30 | 10 | 7  | 13 | 32 | 36 | -4  |
|                   | 11.  | Olympiakos Volos   | 26 | 30 | 6  | 14 | 10 | 36 | 45 | -9  |
|                   | 12.  | Levadeiakos        | 25 | 30 | 9  | 7  | 14 | 33 | 47 | -14 |
|                   | 13.  | Apollōn Smyrnīs    | 23 | 30 | 7  | 9  | 14 | 29 | 38 | -9  |
|                   | 14.  | Ethnikos Pireo     | 23 | 30 | 6  | 11 | 13 | 31 | 49 | -18 |
|                   | 15.  | Diagoras           | 20 | 30 | 4  | 12 | 14 | 21 | 43 | -22 |
|                   | 16.  | Apollōn Kalamarias | 17 | 30 | 4  | 9  | 17 | 24 | 57 | -33 |

Legenda:

      Campione di Grecia
      Ammesso alla Coppa UEFA
      Ammesso alla Coppa delle Coppe
      Ammesso ai play-out
      Retrocesso in Beta Ethniki
Note:

Due punti a vittoria, uno a pareggio, zero a sconfitta.

### Play-out
Ethnikos Piraeus, Diagoras Rodi e Apollon Kalamarias disputarono insieme a PAS Giannina, PAS Corinto e PAE Veria un girone con partite di sola andata al termine del quale le prime due avrebbero disputato la massima serie nella stagione seguente.

#### Classifica
|  | Pos. | Squadra            | Pt | G | V | N | P | GF | GS | DR |
|  | ---- | ------------------ | -- | - | - | - | - | -- | -- | -- |
|  | 1.   | Ethnikos Pireo     | 10 | 5 | 5 | 0 | 0 | 9  | 2  | +7 |
|  | 2.   | Apollōn Kalamarias | 7  | 5 | 3 | 1 | 1 | 5  | 2  | +3 |
|  | 3.   | PAS Giannina       | 4  | 5 | 2 | 0 | 3 | 5  | 6  | -1 |
|  | 4.   | Korinthos          | 3  | 5 | 1 | 1 | 3 | 7  | 9  | -2 |
|  | 5.   | GAS Veria          | 3  | 5 | 1 | 1 | 3 | 5  | 8  | -3 |
|  | 6.   | Diagoras           | 3  | 5 | 1 | 1 | 3 | 5  | 9  | -4 |

Legenda:

      Ammesso alla Alpha Ethniki 1989-1990
Note:

Due punti a vittoria, uno a pareggio, zero a sconfitta.

### Verdetti
- AEK Atene campione di Grecia 1988-89 e qualificato alla Coppa dei Campioni
- Olympiacos e Iraklis qualificati alla Coppa UEFA
- Panathinaikos qualificato alla Coppa delle Coppe
- Diagoras Rodou retrocessa in Beta Ethniki.